# Le Mont (Skisprungschanze)

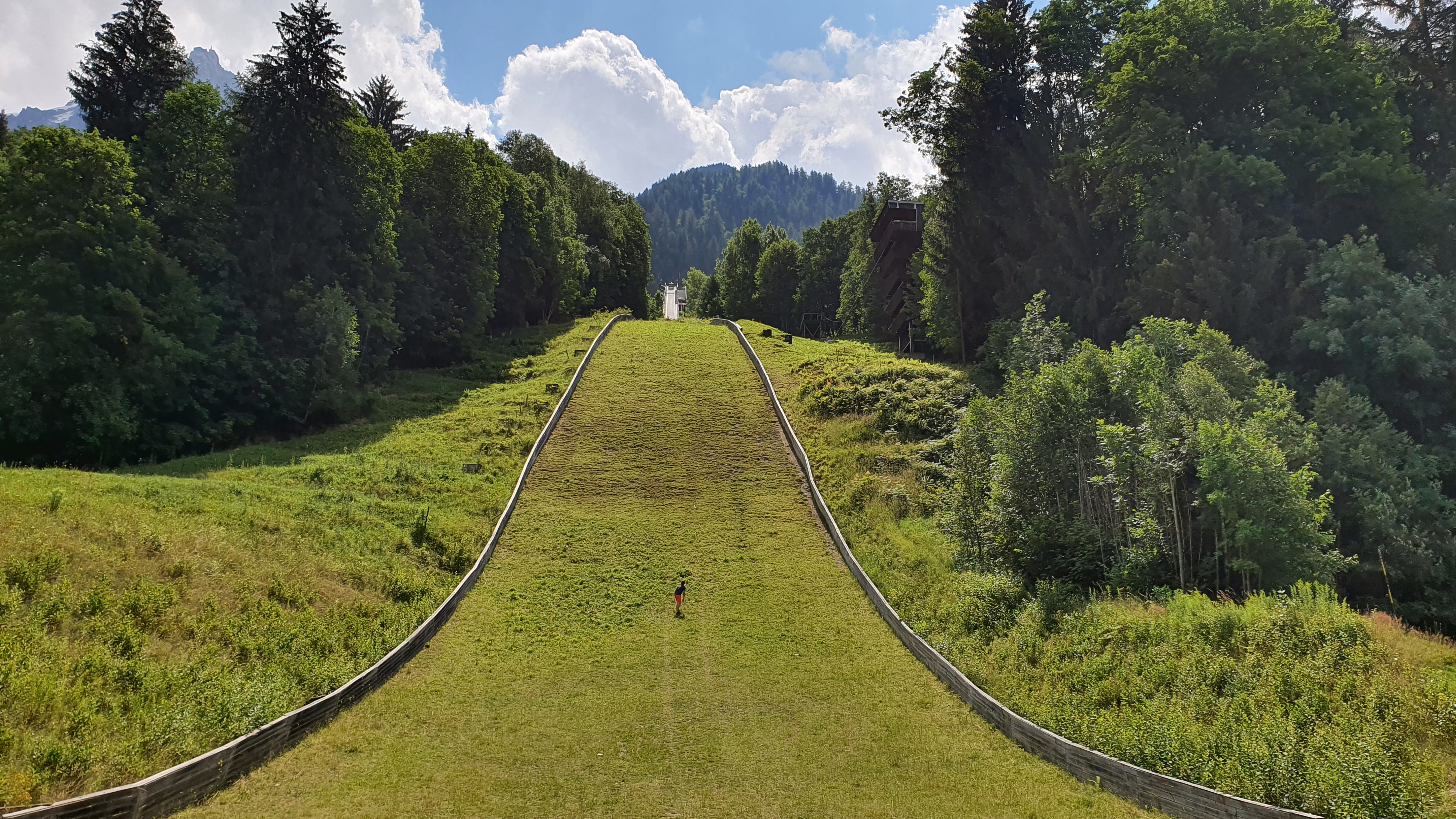
Die Schanze von Le Mont im Juli 2021

Die Tremplin olympique du Mont (auf Deutsch: olympische Sprungschanze von Le Mont) ist eine Skisprungschanze im französischen Wintersportort Chamonix unterhalb des westlichen Ortsteils Le Mont, die bis 2015 genutzt wurde.

## Geschichte
In die Sportgeschichte eingegangen ist die 1905 erbaute Tremplin olympique du Mont dadurch, dass sie im Jahr 1924 die erste Olympiaschanze überhaupt war. Über viele Jahrzehnte war sie eine wichtige Schanze für internationale Wettbewerbe und wurde regelmäßig modernisiert. 1998 fand dort der letzte Weltcup statt, 2001 der letzte Continental Cup. Dann lief das FIS-Zertifikat der Schanze aus und wurde nicht verlängert, da die Schanze nicht mehr den internationalen Standards entsprach. Für nationale Wettkämpfe wurde sie jedoch zunächst weiter verwendet. Erst 2015 wurde sie stillgelegt.

## Internationale Wettbewerbe
Genannt werden alle von der FIS organisierten Sprungwettbewerbe
| Datum             | Kategorie         | Schanze | 1. Platz           | 2. Platz                 | 3. Platz                 |
| ----------------- | ----------------- | ------- | ------------------ | ------------------------ | ------------------------ |
| 25. Januar 1924   | Olympia           | K90     | Jacob Tullin Thams | Narve Bonna              | Anders Haugen            |
| 12. Februar 1937  | Weltmeisterschaft | K90     | Birger Ruud        | Reidar Andersen          | Sigurd Solid             |
| 26. Februar 1981  | Weltcup           | K95     | Roger Ruud         | Jon Eilert Bøgseth       | Ernst Vettori            |
| 22. Dezember 1985 | Weltcup           | K95     | Pekka Suorsa       | Jens Weißflog            | Frédéric Berger          |
| 21. Dezember 1986 | Weltcup           | K95     | Martin Švagerko    | Olav Hansson             | Primož Ulaga             |
| 29. Januar 1989   | Weltcup           | K95     | Jan Boklöv         | Roberto Cecon            | Josef Heumann            |
| 16. Dezember 1995 | Weltcup           | K95     | Ari-Pekka Nikkola  | Janne Ahonen             | Ralf Gebstedt            |
| 17. Dezember 1995 | Weltcup           | K90     | Hiroya Saitō       | Ari-Pekka Nikkola        | Masahiko Harada          |
| 5. Dezember 1998  | Weltcup           | K95     | Martin Schmitt     | Janne Ahonen             | Kazuyoshi Funaki         |
| 6. Dezember 1998  | Weltcup           | K95     | Janne Ahonen       | Kazuyoshi Funaki         | Martin Schmitt           |
| 24. Februar 2001  | Continental Cup   | K95     | Martin Koch        | Reinhard Schwarzenberger | Stefan Kaiser            |
| 25. Februar 2001  | Continental Cup   | K95     | Stefan Kaiser      | Morten Ågheim            | Reinhard Schwarzenberger |

## Schanze
Bei den Olympischen Winterspielen 1924 sprang der Norweger Jacob Tullin Thams auf der Schanze, damals noch eine K90, zum ersten Skisprung-Olympiasieg.
1937 fanden Nordische Skiweltmeisterschaften in Chamonix statt. Der Sieger im Spezialsprunglauf hieß Birger Ruud.

### Technische Daten
| Le Mont                         | Le Mont       |
| Schanzentisch                   | Schanzentisch |
| ------------------------------- | ------------- |
| Neigung des Schanzentisches (α) | 11,75°        |
| Aufsprung                       |               |
| Konstruktionspunkt              | 95 m          |
| Juryweite                       | 102 m         |
| K-Punkt Neigungswinkel (β)      | 36,8°         |

### Schanzenrekord
- 106,5 m –  Kazuyoshi Funaki, 5. Dezember 1998 (WCS)